# واغاشي
واغاشي (وباليابانيَّة: 和菓子) هي أنواع عديدة من الحَلْويات اليابانيَّة التّقليديّة، تُقدَّم غالبًا مع الشّاي، ولا سيّما الحلوى الّتي تُسمّى موتشي وأنكو (نوع من هريس فاصولياء الأزوكي) وبعض الفاكهة. تُصنع حلوى الواغاشي في أغلب الأحيان من مكوِّنات نباتيَّة.

## تاريخها
تُشيرُ كلمة «حَلْوَيات» يوغاشي (お菓子) باللّغة اليابانيَّة إلى الفواكه، والمُكَسَّرات. عرَفت الصّينُ صناعة السُّكَّر من الهند، وعندما بدأت بالاتّجار مع اليابان نقلت إليها تجارة السُّكّر أيضًا. تعاظمت هذه التّجارة مع اليابان، وأصبح السّكّر من بين المكوِّنات الأساسيّة في المأكولات اليابانيَّة في نهاية حقبة موروماتشي. ازدهرت صناعة حلويات واغاشي في حقبة إيدو، وذلك بعد دخول تقاليد شرب الشّاي، ومأكولات الديم سام، وطرق إعداد الحلويات من الصّين.

## أنواعها
من أشهر أنواع حلويات واغاشي:
- أنميتسو (باليابانيّة: あんみつ وتكتب أحيانًا نادرة 餡蜜) وهي حلوى تقليديَّة تتكوّن من مكعّبات صغيرة من هلام الأغار، والهلام الأبيض الشّفّاف، المصنوع من الطّحالب البحريَّة الحمراء.
- أماناتو (باليابانيّة: 甘納豆) وهي حلوى تقليديَّة تتكوّن من حبوب فول الأزوكي، أو البقوليّات الأخرى، المغطّاة بالسُكَّر النّاعم، والّتي تُغلى على نار هادئة لمدَّة وجيزة بالقطر، ثُمّ تُجفَّف.
- بوتاموتشي (باليابانيَّة: ぼたもち أو 牡丹餅) وهي حلوى تقليديَّة مصنوعة من الأرُزّ المُحلّى، وبذور فاصولياء الأزوكي.
- دايفوكو (باليابانيَّة: 大福 أو دايفوكوموتشي 大福餅) ويعني اسمها حرفيًّا «حُسْنُ الطّالِع» أي الحظّ العظيم، وتتكوَّن من قطع دائريَّة صغيرة من حلوى موتشي (كعكعة مصنوعة من الأرز الدَّبِق) محشُوَّة غالبًا بهريس الفاصولياء الحمراء الحُلوة المذاق.
- دانگو (دانغو، باليابانيَّة: 団子) وهي حلوى من العجين المُكَوَّر على هيئة كُريّات العوّامة، أو اللُّقيمات، مصنوعة من دقيق الأرُزّ (موتشيكو) تُقدَّم عادةً عند تناول الشّاي الأخضر.
- دوراياكي (باليابانيَّة: どら焼き أو どらやき أو 銅鑼焼き أو ドラ焼き) وهي عبارة عن فطيرة مصنوعة من الكاستيلا، ومحشوَّة بهريس فاصولياء الأزوكي المُحلّى.
- هانابيراموتشي (باليابانيَّة: 葩餅) وهي حلوى تؤكل عادةً في عيد رأس السّنة اليابانيَّة، وتتكوَّن من الموتشي الأحمر والأبيض الحُلو، المحشُوّ با الفاصولياء الحمراء الحُلوَة المذاق (أنكو) وفي وسطها قُرْطُب مُحلّى (غوبو).
- إِكيناري دانغو، وهي عبارة عن فطيرَة مطهوَّة بالبُخار، وفي وسطها قطعة من البطاطا الحُلوَة وعجينة الفاصولياء الحمراء الحُلوة المذاق (أنكو)، وهي حلوى محليَّة شائعة في إقليم كوماموتو.
- إيماغاواياكي (باليابانيَّة: 今川焼き) وتُسمّى أيضًا: كايتنياكي، وهي عبارة عن عجينة على شكل قُرص مخبوز ومحشُوَّ بهريس الفاصولياء الحمراء الحُلْوَة.
- كوساموتشي (باليابانيَّة: 草餅 وتعني حرفيًّا: «عُشب الموتشي») وهي عبارة عن حلوى الأرز الدّبِق (موتشي) المخلوط مع نوع من نبات الشّيح (يُسَمّى باليابانيَّة: يوموغي، وهو نبتة الشُّوَيلاء، أو العَبيثَران المبذول، أو حَبق الرّاعي) وهو ما يُكسِبُ هذه الحلوى اللَّون الأخضر.
- كوزوموتشي (باليابانيَّة: 葛餅 أو 久寿餅) وهي حلوى الموتشي المصنوعة من دقيق الكِشْت (كودزو)، وتُقدَّم مُثلَّجة.
- كوري كنتون، وهي خليط مُحلّى من هريس الكستناء المسلوقة.
- مانجو (باليابانيَّة: まんじゅう أو 饅頭) وهي كعك مصنوع من خليط الدّقيق المطهوّ بالبخار مع فطر الصنوبر (ماتسوتاكي 松茸)، وتتّخذ هذه الحلوى أشكالاً كثيرة، منها حبّات الخوخ (الدُّرّاق)، أو الأرانب، وغيرها.